# Мельгар Кастро, Хуан Альберто
Хуан Альберто Мельгар Кастро (исп. Juan Alberto Melgar Castro; 26 июня 1930, Маркала, Ла-Пас, Гондурас — 2 декабря 1987, Сан-Педро-Сула, Гондурас) — гондурасский политический деятель, президент Гондураса (1975—1978).

## Биография
Начал военную карьеру в Президентском полку почетного караула.
В 1972—1975 гг. — министр внутренних дел и юстиции в звании полковника.
В 1975—1978 гг. — Президент Гондураса. Был назначен на этот пост по решению Высшего совета вооруженных сил, сместившего с посты государства генерала Лопеса Арельяно, обвиненного в получении взяток от американской «Юнайтед фрут компани». Администрация Мельгара Кастро способствовала урегулированию пограничного спора с Сальвадором, приведшего во время правления его предшественника к так называемой «футбольной войне». В отличие от Лопеса Арельяно в сфере аграрной политики правительство выступило на стороне крупных землевладельцев, жестоко подавив крестьянские волнения. Пытался поставить под государственный контроль национальную экономику. при нем было создано государственное управление, которое должно было контролировать и финансировать деятельность национальных производителей. В 1975 г. по его инициативе был принят специальный закон о борьбе с коррупцией среди государственных служащих, а в 1977 г. — новый закон о выборах, открывавший путь к демократизации страны.
В сфере внешней политики отказался от предложения никарагуанского диктатора Анастасио Сомосы вести совместную борьбу с сандинистами. Это позволило некоторым наблюдателям обвинить Сомосу в неудавшемся перевороте и покушении на Мельгара Кастро в ноябре 1977.
В 1978 был свергнут в результате военного переворота во главе с генералом П. Пас Гарсией.